# 짧은발가락굽힘근
짧은발가락굽힘근(flexor digitorum brevis) 또는 단지굴근(短趾屈筋)은 발바닥 중간에 위치하는 근육이다. 발바닥근막과 단단하게 합쳐져 있으며, 발바닥근막 중앙부의 바로 위에 놓여 있다.
짧은발가락굽힘근의 깊은쪽 표면은 얇은 근막층으로 인해 발바닥 가쪽의 혈관이나 신경과 분리되어 있다.

## 구조
짧은발가락굽힘근은 발꿈치뼈융기의 안쪽돌기, 발바닥근막의 중앙부, 인접 근육과의 근육사이막에서 좁은 힘줄 형태로 기시한다. 앞쪽으로 주행하고 나서는 네 개의 힘줄로 나누어져, 엄지발가락을 제외한 네 개의 발가락 쪽으로 각각 하나씩 주행한다.
몸쪽발가락뼈 바닥의 반대편에서 각 힘줄은 두 갈래로 나누어진다. 두 갈래로 나누어진 짧은발가락굽힘근의 힘줄 사이로 대응하는 긴발가락굽힘근의 힘줄이 지나간다. 두 갈래로 나누어졌던 짧은발가락굽힘근의 힘줄은 다시 합쳐져서 통로 형태의 구조를 형성하고, 이 구조물로 긴발가락굽힘근의 힘줄이 주행한다.
이후 짧은발가락굽힘근은 다시 한 번 두 갈래로 나누어져서, 중간발가락뼈의 중간쯤에서 양쪽 측면에 닿는다. 이런 식으로 힘줄이 나누어지는 양상이나 발가락뼈에 닿는 형태는 손의 얕은손가락굽힘근과 상동이다.

### 신경 분포
안쪽발바닥신경의 지배를 받는다.

### 변이
새끼발가락으로 가는 갈래가 간혹 없는 경우가 있다. 이 경우 긴발가락굽힘근이나 발바닥네모근에서 기시하는 작은 방추형의 근육이 짧은발가락폄근을 대체할 수 있다.

## 추가 이미지

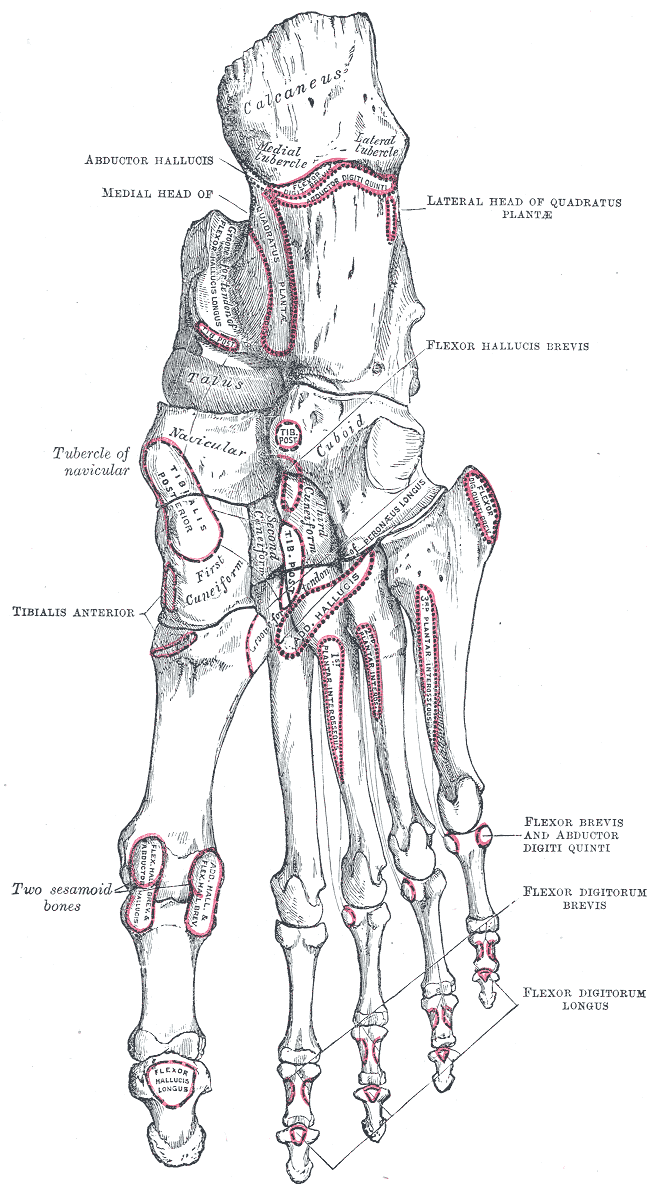
오른쪽 발바닥의 뼈
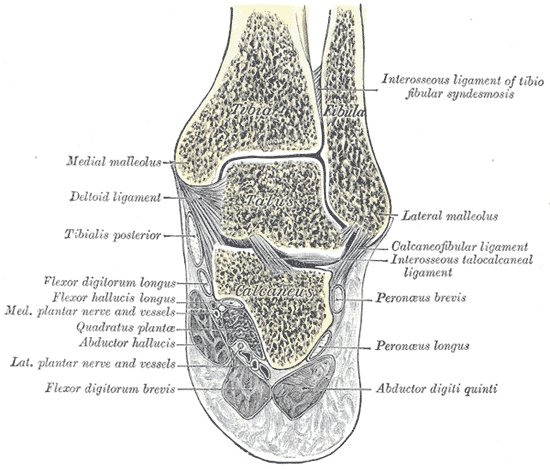
오른쪽 목말종아리관절과 목말발꿈치관절에서 자른 관상단면
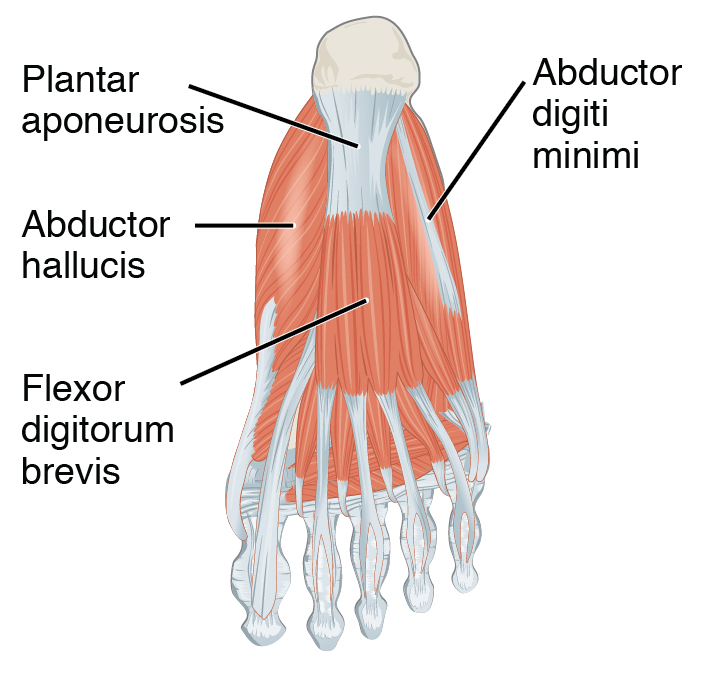
사람 발바닥 첫째 층의 근육

## 같이 보기
- 가락굽힘근

## 참고 문헌
이 문서는 현재 퍼블릭 도메인에 속하는 그레이 해부학 제20판(1918) page 491의 내용을 기초로 작성된 글이 포함되어 있습니다.